# Abierto de Estados Unidos 1999
Lista de los campeones del Abierto de los Estados Unidos de 1999:

## Individual Masculino
Andre Agassi (USA) d. Todd Martin (USA), 6-4, 6-7(5), 6-7(2), 6-3, 6-2

## Individual Femenino
Serena Williams (USA) d. Martina Hingis (SUI), 6-3, 7-6(4)

## Dobles Masculino
Sébastien Lareau (CAN)/Alex O'Brien (USA) d. Mahesh Bhupathi/Leander Paes (IND)

## Dobles Femenino
Serena Williams/Venus Williams (USA) d. Chanda Rubin (USA)/Sandrine Testud (FRA), 4-6, 6-1, 6-4

## Dobles Mixto
Ai Sugiyama (JPN)/Mahesh Bhupathi (IND) d. Kimberly Po/Donald Johnson (USA), 6-4, 6-4
- Datos: Q856521

| Predecesor: Abierto de los Estados Unidos 1998 | Abierto de los Estados Unidos 1999 | Sucesor: Abierto de los Estados Unidos 2000 |
| Predecesor: Campeonato de Wimbledon 1999       | Grand Slam 1999                    | Sucesor: Abierto de Australia 2000          |